# Piwo miodowe

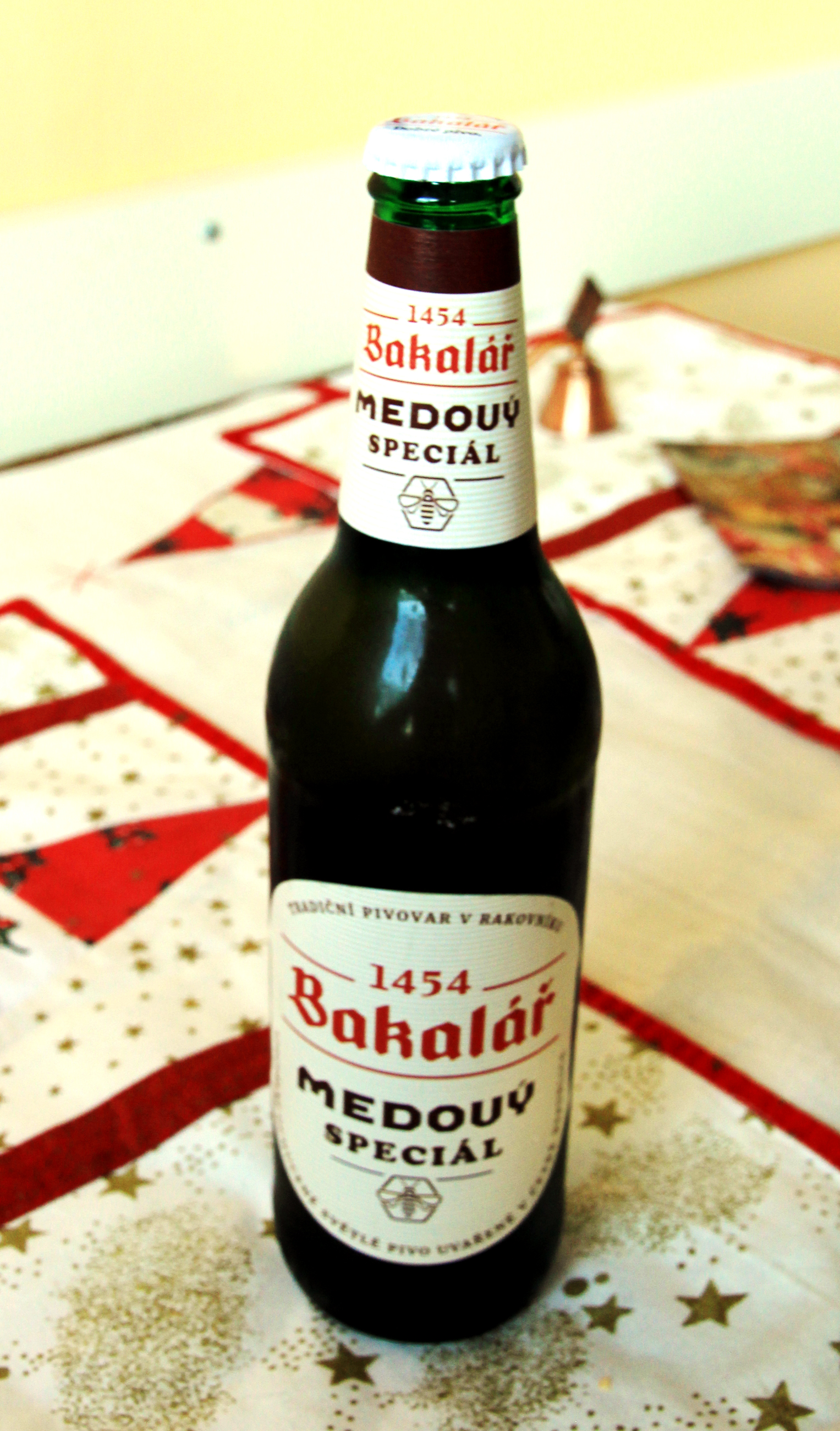
Bakalář: specjal miodowy, 2017

Piwo miodowe – styl piwa, odmiana piwa specjalnego, powstałego w wyniku dodania miodu do brzeczki piwnej przed lub w trakcie fermentacji, jednak w Polsce to najczęściej lager, do którego miodu (a także jego aromatu) dodaje się jako dodatku dopiero przed rozlewem (po fermentacji) podobnie jak soku. W klasycznym piwie miodowym pozwala to na jednoczesne poddanie fermentacji zarówno brzeczki piwnej, jak i miodu. Efektem jest jednolity piwny smak o miodowej tonacji ze słodyczą na niskim lub umiarkowanym poziomie. Piwa, do których miód lub pochodne miodu dodawane do gotowego produktu (po fermentacji), nie są klasycznymi piwami miodowymi lecz piwami z dodatkiem miodu (dotyczy to większości sprzedanych w Polsce piw o nazwie „miodowe”), te drugie często charakteryzują się agresywnym aromatem i silną słodkością.

## Charakterystyka
Piwo miodowe jest najczęściej produkowane przez browary restauracyjne i małe browary regionalne.
Charakteryzuje się słodkim miodowym smakiem i aromatem oraz naturalnym zmętnieniem.
Przed jego spożyciem wskazane jest delikatne odwracanie butelki lub równie delikatne koliste poruszanie naczyniem w którym się znajduje, aby miodowy osad wymieszał się z resztą piwa.

## Piwo miodowe w miodosytnictwie
W niektórych pasiekach produkowany jest napój alkoholowy o nazwie piwo miodowe. W odróżnieniu od tradycyjnego piwa do jego produkcji nie używa się jednak słodu. Nazwa piwo w przypadku tego napoju jest pewnym nadużyciem. Do wytworzenia piwa wykorzystywany jest bowiem miód. Prawidłowa nazwa tego trunku powinna brzmieć więc napój z miodu sfermentowany. Piwowarzy uważają, że piwo miodowe robione wyłącznie z brzeczki miodowej jest substytutem piwa.
Napój ten ma niewielką zawartość alkoholu, charakterystyczny słodko-kwaśny smak i cytrusowy aromat.

## Marki piwa miodowego produkowane w Polsce
- Argus Miodowy (Browar Łomża)
- Bartne
- Bojan Miodowe[1]
- Brovaria Miodowe
- Ciechan Miodowe
- Cornelius Honig Weizen
- Fortuna Miodowe Ciemne
- Gniewosz Na Miodzie Akacjowym (Browar Czarnków)
- Jabłonowo Miodowe Mocne
- Jagiełło Miodowe
- Kiper Extra Strong
- Koreb Miodowe
- Kowal Miodowe
- Krajan Miodowe
- Krakowiak Miodowy
- Lubuskie Miodowe
- Lubuskie Miodowe Ciemne
- Łomża Miodowe
- Maćkowe Miodowe
- Miodne Piwo Ciemne (Browar Kormoran)
- Orkiszowe z Miodem (Browar Kormoran)
- Piwo na miodzie gryczanym (Browar Jabłonowo)
- Perła Miodowa
- Pniewskie Miodowe
- Raciborskie Miodowe
- Spiż Miodowe
- Staropolskie Miodowe
- Trybunał Miodowe
- Trybunalskie Miodowe
- Zawiercie Miodowe
- Złoty Róg Miodowe
- Zamkowe Miodowe
- Pomorskie z naturalnym miodem gryczanym[2]

## Marki piwa miodowego produkowane w Czechach
- Bakalář Medový
- Černá Hora Medová 13
- Korma
- Kvasar
- Morava 11° Medovo-ořechová
- Primátor Medové